# Juliet Soskice

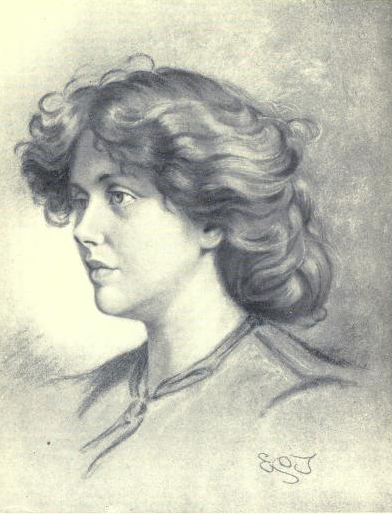
Juliet Soskice, 1911 gezeichnet von Gertrude Thomson

Juliet Catherine Emma Soskice (* 4. November 1880 als Juliet Hueffer; † 1944) war eine britische Schriftstellerin und Übersetzerin.

## Leben
Juliet Hueffer wurde im November 1880 als Tochter des deutschstämmigen Musikschriftstellers und -kritikers Francis Hueffer (1845–1889) und der Malerin Catherine Hueffer (1850–1927), eine Tochter des präraffaelitischen Malers Ford Madox Brown, geboren. Mit Ford Madox Ford (1873–1939) und Oliver Madox Hueffer (1876–1931) hatte sie zwei Brüder, die beide ebenfalls Schriftsteller wurden. Als Juliet acht Jahre alt war, starb ihr Vater, woraufhin ihre Mutter mit ihren beiden Söhnen zu ihren Eltern zog, während Juliet für einige Zeit von ihrer Tante mütterlicherseits, der Malerin Lucy Madox Brown, und dessen Ehemann, dem Schriftsteller und Kunstkritiker William Michael Rossetti, erzogen wurde. Dort kam sie wahrscheinlich erstmals in Kontakt mit den Ideen des Anarchismus. Einige Zeit wurde sie auch in Klosterschulen in Deutschland und England erzogen. Im September 1902 heiratete sie den russischen Revolutionär David Wladimirowitsch Soskice  (1866–1941), der 1898 nach England gezogen war und dort in Kontakt mit einer Gruppe russlandinteressierter Literaren um ihren Bruder Ford, Edward und Constance Garnett und Joseph Conrad gekommen war, die bereits zuvor den Revolutionär Sergei Michailowitsch Krawtschinski in ihrem Umfeld begrüßt hatten. Zeitweise lebte sie mit ihm in Russland. Gemeinsam bekam das Ehepaar Soskice drei Söhne, darunter den späteren Juristen und britischen Innenminister Frank Soskice, Baron Stow Hill (1902–1979).
Juliet Soskice arbeitete hauptsächlich als Übersetzerin russischer Literatur, darunter von Nikolai Alexejewitsch Nekrassows Langgedicht Wer lebt glücklich in Russland?, das sie 1921 in englischer Sprache unter dem Titel Who Can Be Happy and Free in Russia? vorlegte. Neben einigen weiteren längeren Übersetzungen publizierte sie unter anderem auch eine Übersetzung von Lew Tolstois Kreutzersonate im Literaturmagazin English Review unter Austin Harrison, die auf einer unveröffentlichten Version aus Tolstois Nachlass basierte. Zusätzlich steuerte sie auch unter dem Pseudonym J. Saturin, das auch von ihrem Ehemann genutzt wurde, einige Kurzgeschichten zum English Review bei, das ihr Bruder Ford Madox Ford gegründet hatte und an dem auch ihr Ehemann beteiligt war. Neben einigen Romanen verfasste sie zudem ein Memoir über ihre Herkunft aus einer prominenten Künstlerfamilie des viktorianischen Englands. Juliet Soskice starb verwitwet im Jahr 1944.

## Veröffentlichungen
Romane
- A Woman Scorned. Selwyn & Blount, London 1925.
- Woman at the Wheel (= French’s Monologue Series, Band 88). Samuel French, London 1929.
- A Gay Rover. D. C. Thomson & Co., London 1931.
- No One to Guide Her. D. C. Thomson & Co., London 1933.
- The Woman of Shadows. Amalgamated Press, London 1937.

Memoiren
- Chapters from Childhood: Reminiscences of an Artist’s Granddaughter. Mit einem Vorwort von A. G. Gardiner. Selwyn & Blount, London 1921.

Übersetzungen
- V. I. Kryshanovskaya: The Torch-Bearers of Bohemia. Chatto & Windus, London 1916.
- Nicholas Nekrassov: Who Can Be Happy and Free in Russia? Mit einer Einleitung von David Soskice. Oxford University Press, London 1917.
- Nicholas Nekrassov: Poems (= The World’s Classics, Band 315). Mit einer Einleitung von Lascelles Abercrombie. Oxford University Press, London 1929.
- V. V. Smidovich: The Sisters. Hutchinson & Co., London 1934.